# Peter coin-coin
Peter coin-coin ou Mission cavalière (Boston Quackie) est un cartoon, réalisé par Robert McKimson et sorti en 1957, qui met en scène Daffy Duck à la recherche du porte-documents.